# Кадеи
Ка́деи (фр. Kadéï) — река в Центральной Африке, приток реки Санга. Протекает по территориям республики Камерун и Центральноафриканской Республики.

## Общие сведения
Площадь бассейна Кадеи составляет 24 000 км². Кадеи берёт своё начало на востоке плоскогорья Адамава в Восточном регионе Камеруна, к юго-востоку от Гаруа-Булаи (департамент Лом и Джерем). На территории Камеруна Кадеи протекает по всем 4 департаментам Восточного региона (Лом и Джерем, Кадеи, О-Ньонг и Бумба и Нгоко) и вбирает в себя 2 притока: Думе (фр. Doumé), в департаменте О-Ньонг (Камерун), и Бумбе (фр. Boumbé).
Затем Кадеи протекает по восточной части Центральноафриканской Республики, где недалеко от Нола (префектура Санга-Мбаэре) сливается с Мамбере, образуя реку Санга. При всём при этом, Кадеи является частью бассейна реки Конго.